# Castelo de Brandon
O Château de Brandon é um castelo na comuna de Saint-Pierre-de-Varennes no Saône-et-Loire departamento da França.

## História
O castelo foi construído onde antes havia um acampamento galo-romano. Embora sem dúvida já existisse anteriormente, não há nenhum sinal documentado anterior ao século XIII, quando um documento o mostra como um lugar exclusivamente defensivo perante o Ducado da Borgonha, permanecendo assim até o século XV.